# HMS Implacable (1942)
HMS Implacable (R86) – brytyjski lotniskowiec z okresu II wojny światowej typu Implacable. Zwodowany w 1942 roku, do służby wszedł w 1944 roku jako trzeci okręt w historii Royal Navy o tej nazwie. Miał przydzielony numer taktyczny 86.
Po wejściu do służby operował w rejonie Morza Północnego. W marcu 1945 roku przeniesiony na Pacyfik. Wycofany ze służby w 1954 roku, złomowany w 1955 roku.

## Projekt i budowa
W 1937 roku brytyjska admiralicja kontynuowała proces budowy nowych, silnie opancerzonych i dobrze uzbrojonych lotniskowców. W 1938 roku zostało złożone zamówienia na trzecią serię okrętów tego programu, po trzech lotniskowcach typu Illustrious i jednym podtypu Indomitable. Nowo zamówione okręty miały zabierać na pokład większą liczbę samolotów, do 54, a ich prędkość miała wzrosnąć do 35 węzłów. Aby okręty spełniały nowe wymagania zwiększono długość ich kadłuba, dodano jedną turbinę parową i śrubę napędową. Dodatkowa ilość spalin wymagała większego komina, który został umieszczony w większej nadbudówce. Dodatkowo zwiększono opancerzenie boczne hangarów lotniczych. Aby zrekompensować większą masę spowodowaną dodatkowym opancerzeniem, obniżono wysokość dolnego hangaru lotniczego. 
Budowa HMS „Implacable” rozpoczęła się 21 lutego 1939 roku w stoczni Fairfield w Govan. Podczas budowy okręt otrzymał stoczniowy numer 672. W 1940 roku prace na okręcie zawieszono, ponieważ moce produkcyjne zostały wykorzystane do budowy bardziej potrzebnych w tym czasie niszczycieli i jednostek eskortowych. Po wznowieniu prac okręt został zwodowany 10 grudnia 1942 roku. Przekazanie Royal Navy nastąpiło 22 maja 1944 roku. Po próbach morskich, w czasie których odkryto szereg wad wymagających naprawy i pobytu w stoczni remontowej, okręt ostatecznie wszedł do służby 28 sierpnia 1944 roku.

## Dane taktyczno-techniczne

### Kadłub
W porównaniu do wcześniejszych lotniskowców typu Illustrious, kadłub jednostek typu Implacable przedłużono o 7,9 metra do 205 metrów, głównie w celu pomieszczenia nowych elementów siłowni z dodatkową turbiną parową i śrubą napędową. Większa siłownia wymagała większego komina odprowadzającego spaliny i większej nadbudówki. Wzmocniono część opancerzenia hangarów lotniczych do 50 mm. Aby zrekompensować wzrost masy obniżono wysokość dolnego hangaru do 4,2 m. Mniejsza wysokość hangarów była także spowodowana faktem odejścia od wykorzystania wodnosamolotów. Przedni podnośnik obsługiwał tylko górny hangar. Rufowy, mniejszy, obsługiwał górny i dolny hangar. Niewielka wysokość hangarów po 1945 roku okazała się dużą wadą okrętu, który z tego powodu nie mógł zabierać na pokład wielu typów nowo opracowanych samolotów. Brak wystarczającego miejsca utrudniał także serwisowanie samolotów i składowanie zapasów amunicji i paliwa do nich. 

### Napęd
Siłownia okrętu była wyposażona w 8 kotłów wodnorurkowych typu Admiralicji, wytwarzających parę dla czterech turbin systemu Parsonsa, napędzających poprzez przekładnie mechaniczne 4 wały napędowe. Łączna moc siłowni wynosiła 148 000 KM, co pozwalało okrętowi osiągnąć prędkość 32 węzłów. Zapas przewożonego paliwa wynosił 4690 ton.

### Uzbrojenie
Okręt wyposażono w 16 dział QF Mk III kalibru 114 mm, umieszczonych w ośmiu wieżach. Dach wież nieznacznie obniżono aby nie wystawały ponad pokład lotniczy. Artylerię przeciwlotniczą tworzyły 44 działa 40 mm Vickers w konfiguracji pięć stanowisk sprzężonych po 8 dział i jedno stanowisko 4 sprzężonych dział. Artylerię przeciwlotnicza uzupełniały działka 20 mm Oerlikon. Okręt początkowo mógł zabrać na pokład 60 samolotów. w 1945 roku liczbę samolotów na pokładzie zwiększono do 81.

## Służba

### Morze Północne
Pierwszą misją okrętu po wejściu do służby był udział w poszukiwaniach pancernika „Tirpitz” u wybrzeży Norwegii w październiku 1944 roku. 26 października 40 samolotów Barracuda startując z pokładu „Implacable” atakowało trzy Norweskie miejscowości, zrzucając na nie 27 ton bomb. 28 października Barracudy z „Implacable” dokonały ostatniego lotniczego ataku torpedowego w wykonaniu Royal Navy podczas wojny. Zatopiono sześć niemieckich jednostek transportowych za cenę utraty jednego samolotu. Dodatkowo podczas ataku, niemiecki okręt podwodny U-1060 wszedł na skały i zatonął. 8 listopada samoloty pokładowe zapewniały osłonę innym jednostkom, kładącym miny u wybrzeży Norwegii. 
27 listopada okręt brał udział w operacji "Provident", której celem było atakowanie niemieckich jednostek u wybrzeży Norwegii. Ataki zakończyły się zatopieniem dwóch nieprzyjacielskich jednostek i uszkodzeniem czterech. Jedną z zatopionych jednostek był transportowiec MS „Rigel”, na którego pokładzie zginęło ok. 2500 osób, w tym 2000 radzieckich jeńców wojennych. 8 grudnia okręt wziął udział w operacji "Urbane", skierowanej przeciwko wrogiej żegludze na wodach Norwegii, podczas której zatopiony został jeden trałowiec. 15 grudnia „Implacable” wpłynął do stoczni na remont, który miał przygotować okręt do operowania w ramach Brytyjskiej Floty Pacyfiku. Prace zakończyły się 10 marca 1945 roku.

### 1945 – Ocean Spokojny – Brytyjska Flota Pacyfiku
Po remoncie okręt wyruszył 16 marca 1945 roku w kierunku Pacyfiku. W maju dotarł do Sydney. Po raz pierwszy wziął udział w walkach w ramach Brytyjskiej Floty Pacyfiku w czerwcu, atakując japońskie pozycje na wyspie Truk. W lipcu i sierpniu 1945 roku, jego samoloty pokładowe atakowały cele leżące w Japonii.

### Okres po II wojnie światowej
Po zakończeniu działań wojennych „Implacable” uczestniczył w transporcie byłych alianckich jeńców wojennych do Australii i Kanady. W maju 1946 roku okręt powrócił do Wielkiej Brytanii, gdzie pełnił rolę jednostki szkolnej. W kwietniu 1947 roku dokonano przebudowy w celu ponownego rozpoczęcia służby operacyjnej. Ponowne wejście do służby operacyjnej nastąpiło w październiku tego roku. 13 września 1950 roku okręt przeniesiono do rezerwy. W styczniu 1952 roku „Implacable” został okrętem flagowym Eskadry Szkolnej. W tej roli wziął udział w rewii morskiej z okazji koronacji Elżbiety II 15 czerwca 1953 roku.
Okręt został wycofany ze służby 1 września 1954 roku i sprzedany na złom 27 października 1954 roku.